# Galimafré
 (juillet 2022).
 (juillet 2022).
Thomas Auguste Guérin, dit Galimafré, né le 6 août 1791 à Orléans et mort le 4 février 1871 dans le 18e arrondissement de Paris, est un paradiste français ayant exercé principalement sous l’Empire Français dans l'époque de la Restauration.

## Biographie
Galimafré est indissociable de son compagnon Antoine Mandelard, dit Bobèche. Ces deux célébrités en leur genre, l’un et l’autre de ces héros de la grosse gaieté et de la farce populaire, deux types de paradistes fameux, qui firent, pendant plus de vingt années, la joie du boulevard du Temple, à l’époque où ce lieu, peuplé de théâtres, de loges d’acrobates, de spectacles et de curiosités de toutes sortes, était le rendez-vous de tout le Paris frivole et désœuvré. Ces deux hommes avaient quitté chacun leur atelier et s’étaient affublés de ces noms singuliers pour embrasser la profession qui devait leur valoir une si grande popularité.
Ouvrier menuisier dans le faubourg Saint-Antoine, Guérin jouait, tout jeune, avec Mandelard, des parades qui faisaient beaucoup rire leurs compagnons d’atelier, et c’est ce qui les amena à s’engager avec un maître acrobate du boulevard, nommé Dromale. Il devient Galimafré tandis que Mandelard devient Bobèche.
Émule et rival à la scène de Bobèche, Galimafré, qui appelait la foule à l’aide d’une gigantesque crécelle, n’était guère moins aimé que lui. Galimafré était le représentant de la vraie joie, de la bonhomie sans façon toujours prête à rire de tout, et même des plus terribles événements de la vie. C’était un homme gros, court, réjoui, vêtu en paysan, rubicond. Les mains dans ses poches, il riait aux éclats; il se démenait de toutes ses forces, il était alerte, bruyant, heureux et enfariné. Il s’adressait à tous les instincts du peuple ; il lui parlait de bonne chère et de gros vin, et de poudre à canon : il était tout à fait le bouffon comique, facile à gouverner, à qui l’opposition eût fait peur, et qui trouvait que tout était pour le mieux dans le meilleur des mondes possibles, pourvu que du haut d’un tréteau solide il se réchauffât à quelque bienfaisant rayon de soleil, quatre ou cinq fois par jour.
Un beau jour, l’ambition saisit Bobèche et l’ennui s’empara de Galimafré qui, en renonçant à sa folle gaieté, fit perdre à Paris son meilleur quart d’heure chaque jour pour devenir un sage machiniste de théâtre tandis que son compagnon s’en allait diriger un théâtre à Rouen.
Son métier de paradiste n’empêchait pas Galimafré d’être bon patriote. « En 1814, a dit un de leurs historiens, quand les troupes alliées attaquèrent les buttes Chaumont, Bobèche et Galimafré, postés derrière une barricade de la rue de Meaux prouvèrent, un fusil à la main, que les paillasses du boulevard savaient, à l’occasion, faire autre chose que des grimaces. Ne voulant pas faire de parades pour les ennemis, Galimafré quitta le métier, entra comme machiniste à la Gaîté, puis à l’Opéra-Comique, où, pendant trente ans, il garda le côté cour ; aujourd’hui, c’est un paisible rentier de Montmartre, aimé, de ses enfants. »
Non seulement on a imprimé quelques-unes des parades de Bobèche et Galimafré, mais l’un et l’autre ont été mis en scène, tellement leurs spectacles étaient devenus populaires - Bobêche et Galimafré, vaudeville-parade en trois actes, par Théodore et Hippolyte Cogniard.

## Sources
- Aventures curieuses et plaisantes de M. Galimafré, homme du jour, Paris, Imbert, 1814, in-18
- Jules Janin, Histoire de la littérature dramatique, Paris, Michel Lévy Frères, 1855, p. 245-6
- Arthur Pougin, Dictionnaire historique et pittoresque du théâtre et des arts qui s’y rattachent, Paris, Firmin-Didot, 1885, p. 105-7
- Henry Lyonnet, Dictionnaire des comédiens français, ceux d'hier : biographie, bibliographie, iconographie, Genève, Bibliothèque de la Revue universelle internationale illustrée, 1912, p. 177-179.